# Budy (obwód charkowski)
Budy (ukr. Буди) – osiedle typu miejskiego na Ukrainie, w obwodzie charkowskim, w rejonie charkowskim. W 2001 liczyło 7044 mieszkańców, wśród których 4744 jako ojczysty język wskazało ukraiński, 2239 rosyjski, 1 mołdawski, 4 bułgarski, 6 białoruski, 3 ormiański, 1 polski, a 6 inny.

## Urodzeni
- Marija Niestierienko